# Château de La Chaise (Monétay-sur-Allier)
Pour les articles homonymes, voir Château de la Chaise.
Le château de La Chaise est un château situé dans la commune de Monétay-sur-Allier (France).

## Situation
Le château de La Chaise est situé dans la commune de Monétay-sur-Allier, dans le département de l'Allier, en région Auvergne-Rhône-Alpes,,. Le château se situe près du cours de l'Allier ; à proximité se trouvait autrefois un important port fluvial, d'où l'on expédiait le vin de Saint-Pourçain.

## Historique
La construction du château de La Chaise (nom originel : château du Riau) date du XVe siècle. Les documents les plus anciens remontent à Claude Popillon, argentier du duc Jean II de Bourbon, qui était propriétaire au Riau en 1473. Pendant l'Ancien Régime l'édifice appartenait à la famille de Roys, occupant d'importantes charges administratives et judiciaires à Moulins. Au XIXe siècle, le château de la Chaise devint la propriété de la famille de l'Etoile qui la possède toujours[réf. souhaitée]. 

## Valorisation du patrimoine
Le château propose chambres d'hôtes et salles de réception.